# 王文华 (1957年)
王文华（1957年10月—），男，汉族，中华人民共和国政治人物，曾任中共青岛市委副书记，青岛市人大常委会主任。